# Formazione di Ozzy Osbourne
Questa che segue è la lista di tutti i componenti ufficiali che hanno fatto parte della band heavy metal di Ozzy Osbourne, dalla prima formazione del 1980 al 2025, esclusi i turnisti e i collaboratori.

## Storia

### Il primo periodo (1980-1982)
La nuova band pubblicò l'album di debutto Blizzard of Ozz nel settembre 1980.
Dopo la registrazione di Diary of a Madman,  con la collaborazione del produttore discografico Johnny Cook che eseguì alcune parti di tastiera tastiere non accreditate, sia Daisley che Kerslake furono licenziati; Osbourne successivamente dichiarò che il licenziamento della coppia fu causato divergenze creative, mentre sua moglie Sharon ha citato controversie finanziarie.Sono stati sostituiti rispettivamente da Rudy Sarzo e Tommy Aldridge, che sono stati entrambi accreditati sulla copertina dell'album Diary of a Madman, nonostante non si siano esibiti su di esso. Dopo la fine del ciclo di tournée di Blizzard of Ozz, Diary of a Madman è stato pubblicato nel novembre 1981.
The Diary of a Madman Tour è iniziato a dicembre, con la vecchia formazione e Don Airey alle tastiere. Il 19 marzo 1982, tuttavia, il tour si interruppe bruscamente quando Rhoads morì in un incidente aereo a Leesburg, in Florida. L'incidente si è verificato quando l'autista del bus turistico Andrew Aycock ha portato l'aereo fuori per un giro e ha volato ripetutamente vicino all'autobus, finendo per agganciarlo e schiantarsi contro un edificio.  Dopo una pausa di due settimane, il fratello di Rudy Sarzo, Robert Sarzo, fu scelto come sostituto di Rhoads, sebbene l'etichetta di Osbourne, la Jet Records, avesse già promesso la posizione a Bernie Tormé, che si unì in seguito.
Tormé debuttò con la band il 1 aprile 1982 a Bethlehem, in Pennsylvania. Tuttavia, dopo appena sette spettacoli se ne era andato di nuovo, in parte per concentrarsi sulla sua carriera da solista, ma anche a causa dell'"orribile, pessima atmosfera" che era presente sulla scia della morte di Rhoads. Il 13 aprile, il chitarrista dei Night Ranger Brad Gillis è subentrato a Tormé, rimanendo per il resto del tour.

### Il "dopo Randy Rhoads" (1982-2009)
Ozzy Osbourne, dopo la tragica scomparsa del suo chitarrista, nonché grande amico, Randy Rhoads, e dopo il licenziamento del suo rimpiazzo, Brad Gillis, iniziò le audizioni per trovare un nuovo sostituto. Osbourne, tramite Dana Strum (il futuro bassista degli Slaughter) conobbe Jake E. Lee. Il cantante ammirò molto lo stile del chitarrista e decise di assumerlo. Con il gruppo di Ozzy, esordì nel tour di Diary of a Madman nel 1982.
L'anno dopo, la Ozzy Osbourne band dà alla luce Bark at the Moon, il primo album di Lee con il gruppo e un disco di grande successo. Il suo stile chitarristico portò degli avvertibili cambiamenti nella musica di Ozzy, inserendo perlopiù elementi melodici, ma la tecnica di Jake, comunque, non fece rimpiangere i suoi predecessori.
Dopo tre anni di assenza (a causa del tour di Bark at the Moon e del ricovero di Ozzy in una clinica per disintossicarsi da alcol e droghe) venne dato alla luce The Ultimate Sin nel 1986, dove Jake partecipò molto alla composizione dei brani. Le vendite del disco furono ottime, raggiungendo il primo posto nelle classifiche americane, grazie soprattutto al singolo "Shot In The Dark". Tuttavia, l'album venne snobbato dai primi sostenitori di Ozzy, a causa delle marcate influenze hair metal di Jake. Dopo il tour del disco, il chitarrista lasciò la band di Osbourne per motivi non precisati e verrà sos
In seguito Zakk Wylde fu scelto da Osbourne come suo nuovo chitarrista, gli unici musicisti di lungo corso di quel periodo furono Bob Daisley e Randy Castillo, entrambi presenti nella formazione per dieci anni, oltre a John Sinclair, che presenzia per otto anni. Nel 1991 si registrò l'ingresso di Mike Inez nella band come bassista ufficiale. Osbourne in seguito annunciò che intendeva ritirarsi dalla musica, intraprendendo il No More Tours nel 1992; si ebbe così un periodo di parziale inattività del gruppo, che svolse solamente qualche concerto in situazioni occasionali; nel frattempo però si ebbero ulteriori cambiamenti, tra cui l'arrivo del batterista Deen Castronovo.
Il primo spettacolo di Osbourne dopo il ritorno ebbe luogo a Nottingham, in Inghilterra, nel febbraio 1995 e vedeva come parte della formazione l'ex chitarrista dei Testament Alex Skolnick, il quale abbandonò la band soltanto quattro mesi dopo; fu sostituito da Joe Holmes, ex membro della band di David Lee Roth, che ha iniziato a provare con il gruppo a luglio. Il Retirement Sucks Tour è iniziato ad agosto con una serie di spettacoli sudamericani come parte di Monsters of Rock, dopo di che Castronovo è stato licenziato a causa di divergenze con Osbourne e sostituito dal rientrante Randy Castillo. Un altro cambiamento nel personale è avvenuto nel gennaio 1996, quando Butler decise di abbandonare per motivi personali, e venne sostituito da Robert Trujillo.
Nel 1997, Osbourne si riunì temporaneamente con Zakk Wylde, Mike Inez e Randy Castillo per l'Ozzman Cometh Tour in Australia, Nuova Zelanda e Giappone. Holmes, Trujillo e Bordin rimasero i membri ufficiali della band, tuttavia, e iniziarono a lavorare al loro primo album insieme nel 1999. Bordin ha trascorso gran parte del 2000 a sostituire l'infortunato David Silveria nei Korn.
Mentre Bordin non era disponibile, la batteria è stata gestita da Roy Mayorga e successivamente da Brian Tichy. Holmes rimase dopo la fine del tour dell'Ozzfest del 2000 per lavorare al prossimo album di Osbourne, scrivendo tre canzoni, ma all'inizio del 2001 era stato sostituito dal ritorno di Zakk Wylde. Down to Earth è stato pubblicato nello stesso anno, con le tastiere suonate da Tim Palmer. La formazione della band è rimasta stabile per i Merry Mayhem e Down to Earth Tours, prima che Trujillo partisse per unirsi ai Metallica nel febbraio 2003, dopo diverse audizioni. Nel 2004 il ruolo del chitarrista venne affidato a Jerry Cantrell, che abbandonò nel 2006 per riformare gli Alice in Chains, venendo sostituito dal rientrante Zakk Wylde; nello stesso anno vi fu l'ingresso di Chris Wyse, ex bassista dei The Cult.

### Il ritorno di Zakk Wylde, ultimi tour e concerto finale (2009-2025)
Nel luglio 2009, Osbourne si separò dal chitarrista di lunga data Zakk Wylde, scherzando sul fatto che la sua musica era simile a quella dei Black Label Society. Wylde è stato sostituito dal chitarrista dei Firewind Gus G, che è stato assunto subito dopo l'audizione.
Durante l'audizione e i primi spettacoli di Gus G, al batterista di Rob Zombie Tommy Clufetos è stato chiesto di sostituire Bordin, che aveva recentemente riformato i Faith No More. Ciò lo portò a diventare un membro a tempo pieno della band, lo stesso anno segnò anche il debutto di Wakeman come membro ufficiale del gruppo, sostituendo Tim Palmer.
La band è rimasta inattiva per gran parte degli anni successivi, poiché Osbourne e Clufetos si sono esibiti come parte dei Black Sabbath riuniti nel loro tour di concerti finale, terminato il 4 febbraio 2017. Meno di tre mesi dopo la fine del tour, Osbourne annunciò che si sarebbe riunito con Zakk Wylde per un tour imminente che celebrava il 30º anniversario del loro rapporto di lavoro. Questo è stato successivamente ampliato nel No More Tours II, l'ultimo tour mondiale dal cantante che durerà fino al 31 dicembre 2018. Dal 2019, Ozzy inizia la sua collaborazione con il produttore e musicista Andrew Watt, che lo affiancherà nella scrittura degli album Ordinary Man (2020) e Patient Number 9 (2022), suonando anche gran parte delle musiche, completate nel primo disco da una nuova band comprendente, oltre allo stesso Watt, Duff McKagan dei Guns N' Roses e Chad Smith dei Red Hot Chili Peppers, e nel secondo da vari musicisti ospiti. Nel 2023, dopo eccezionali e brevi apparizioni dal vivo nel 2022 e senza una band fissa di supporto, Ozzy ha annunciato che non terrà più tour a causa delle gravi complicanze del suo stato di salute.
Tuttavia, il 5 luglio 2025 si tiene a Birmingham l'evento celebrativo Back to the Beginning, durante il quale sia i Black Sabbath che Ozzy si esibiscono per un'ultima volta dal vivo. In questa occasione Ozzy viene affiancato dall'ultima formazione che lo ha accompagnato sino al 2018, fatta eccezione per Rob Nicholson, sostituito da Mike Inez, che non suonava per oggi dal 1996.

## Formazione

### Ultima
- Zakk Wylde – chitarra solista (1987-1992, 1995, 2001-2009, 2017-2018, 2025)
- Adam Wakeman – tastiera, chitarra ritmica (2009-2018, 2025)
- Mike Inez – basso (1989-1996, 2025)
- Tommy Clufetos – batteria (2010-2018, 2025)

### Altri componenti
- Randy Rhoads – chitarra (1980-1982)
- Robert Sarzo - chitarra (1982)
- Bernie Tormé - chitarra (1982)
- Bob Daisley – basso (1980-1981, 1983-1985, 1994-1995)
- Pete Way - basso (1982)
- Lee Kerslake – batteria (1980-1981)
- Don Airey – tastiera (1980-1985)
- Rudy Sarzo – basso (1982-1983)
- Tommy Aldridge – batteria (1982-1983)
- Jimmy DeGrasso - batteria (1984-1985)
- Fred Coury - batteria (1984-1986)
- Jake E. Lee – chitarra (1983-1986)
- Phil Soussan – basso (1986-1987)
- Randy Castillo – batteria (1985-1992, 1994-1998)
- John Sinclair – tastiera (1987-1992;1998-2002)
- Michael Beinhorn - tastiera (1992-1998)
- Joe Holmes – chitarra (1995-2001)
- Robert Trujillo – basso (1996-2003)
- Jason Newsted – basso (2003-2005)
- Chris Wyse – basso (2005-2006)
- Rob Nicholson – basso (2006-2018)
- Mike Bordin – batteria  (1997-2009)
- Tim Palmer – tastiera (2002-2008)
- Gus G. – chitarra (2009-2017)